# 沼澤聖一

沼澤 聖一（ぬまざわ せいいち、1945年12月10日 - ）は、宮城県仙台市出身のプロゴルファー。　
女優の篠ひろ子、その夫である直木賞作家の伊集院静は義弟。また実弟にゴルフクラブ設計家の沼澤雄二、甥に元プロサッカー選手の青山隼がいる。

## 人物
東北学院高校時代は1962年の全国高校ゴルフ選手権個人・男子で猛暑にもかかわらず粘り強さを発揮し、三上法夫を抑えて初出場初優勝。1963年の同大会では午前のラウンドを78にまとめた後、午後のインでは1アンダーの35、アウトも1番から7番まで連続パーで140台が期待されたが8番のショートホールでバンカーショットをミスしてダブルボギー。9番でもボギーを叩いたが、通算152ストロークは大会新スコアを記録し、戸張捷・山田健一、中学生の入江勉を抑えて史上2人目の連覇を達成。
1964年に入学した日本大学ゴルフ部では西田升平と同期で山田の1年先輩、高橋信雄の2年先輩に当たり 、竹田昭夫監督の下で同期の西田と共に柱となり、猛烈を極めたスパルタ練習を積んで頭角を現す。在学中は副部長を務め、日本学生、中日杯関東学生2連覇、朝日杯などで優勝。日本オープンでもローアマ争いをし、学生やアマチュアゴルファーの基盤を作る。
1966年には戸塚カントリー倶楽部西コースのスクラッチ競技でコースレコード70を出し、同コースで行われた日本学生で優勝。
卒業後の1968年10月にプロ入りし、1974年にはシード入りを果たす。
1972年の沖縄テレビカップ（6380ヤード、パー72）では時に56歳5ヶ月と4日、レギュラーの最年長優勝記録を樹立した中村寅吉、細石憲二・今井昌雪・山本善隆・橘田規・宮本省三・新井規矩雄に次ぎ、杉原輝雄・村上隆・尾崎将司らを抑えての9位に入った。大会は2日間54ホールの忙しくタフな試合であったが、この試合の参加人数などは不明だが、日本中の100数十人のプロが参加し、当時は沖縄返還記念の行事として大々的に開催された。
1974年にはブリヂストントーナメントで2位に入ったほか、日本シリーズ初出場を果たす。
1975年の沖縄クラシックでは初日を陳健忠&謝永郁（中華民国）・日吉・坂下定夫・草柳良夫と並んでの4位タイでスタートし、2日目には草柳・陳健・謝永と並んでの2位タイに浮上。3日目には北西の風5mで肌寒く、あまり良いスコアが出ない中で3アンダー69をマーク、通算6アンダー210で単独首位に立った。最終日にはアンダーパーは8選手と、全般にスコアは伸びなかった中を手堅くパープレーでまとめ、通算6アンダー282でベテラン勢の追撃を振り切り、内田繁・謝永に3打差付けて優勝 。18番の第2打をミスしてグリ一ン手前のバンカーに落としたが、ピン側50cmに寄せる見事なリカバリーでトーナメント初優勝を決め、賞金250万円を獲得 。鈴村照男、新井に次ぐ3人目の学士プロの優勝となった。
その後は全英オープン、アメリカPGAツアー、オーストラリアツアー、アジアサーキット、南米ツアー、南アフリカ・サンシャインツアーなど世界各地を転戦したが、目の網膜を損傷し、42歳でレギュラーツアーの競技生活を断念。
ツアー引退後、豊富な海外ツアー経験などを基にNHKゴルフ解説者を14年間勤め、その後はTBS系解説、ゴルフネットワークなど年間35試合を担当し、2000年にはコメンテーター・オブ・ザ・イヤーを受賞。
その後は渋谷109ゴルフスクールを開校したほか、杜の都ジュニアゴルフスクールを立ち上げ、故郷でのジュニア育成などで活躍。 
現在は沼沢聖一スタジオゴルフ主幹、東京都港区のゴルフスクール「GOLF＆FITNESS POINT芝浦」ヘッドプロ。

## 主な優勝
- 1975年 - 沖縄クラシック